# Tauleta de marteloio

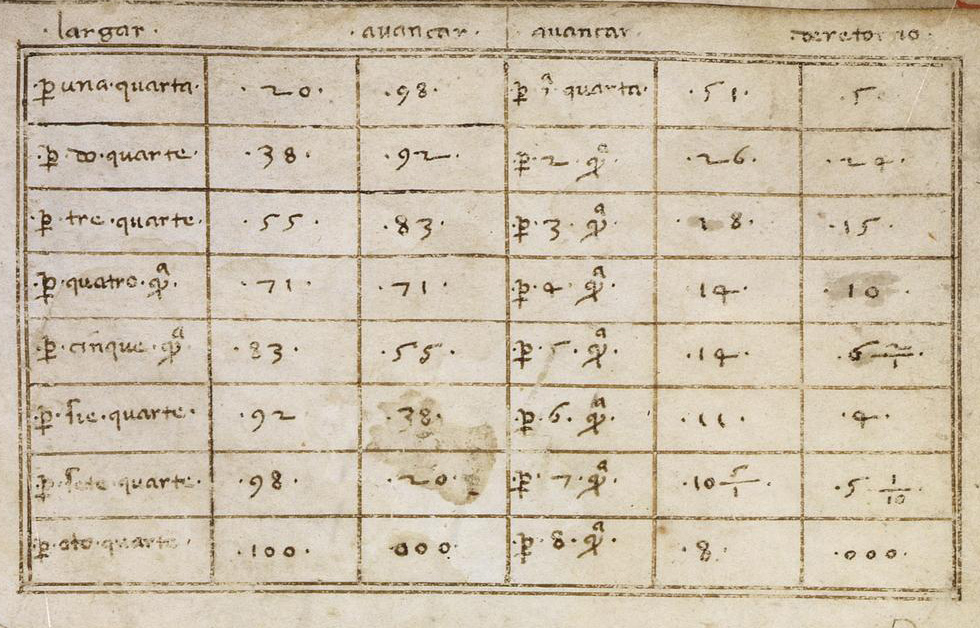
Fig.1.Toleta de marteloio. Andrea Bianco 1436.

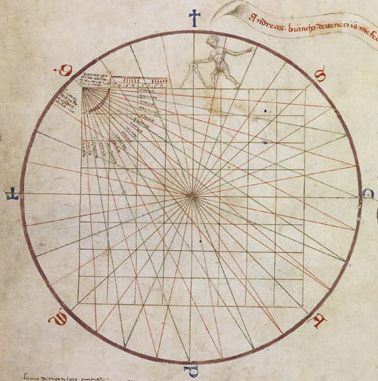
Fig.2. Tondo e quadro. Andrea Bianco 1436.

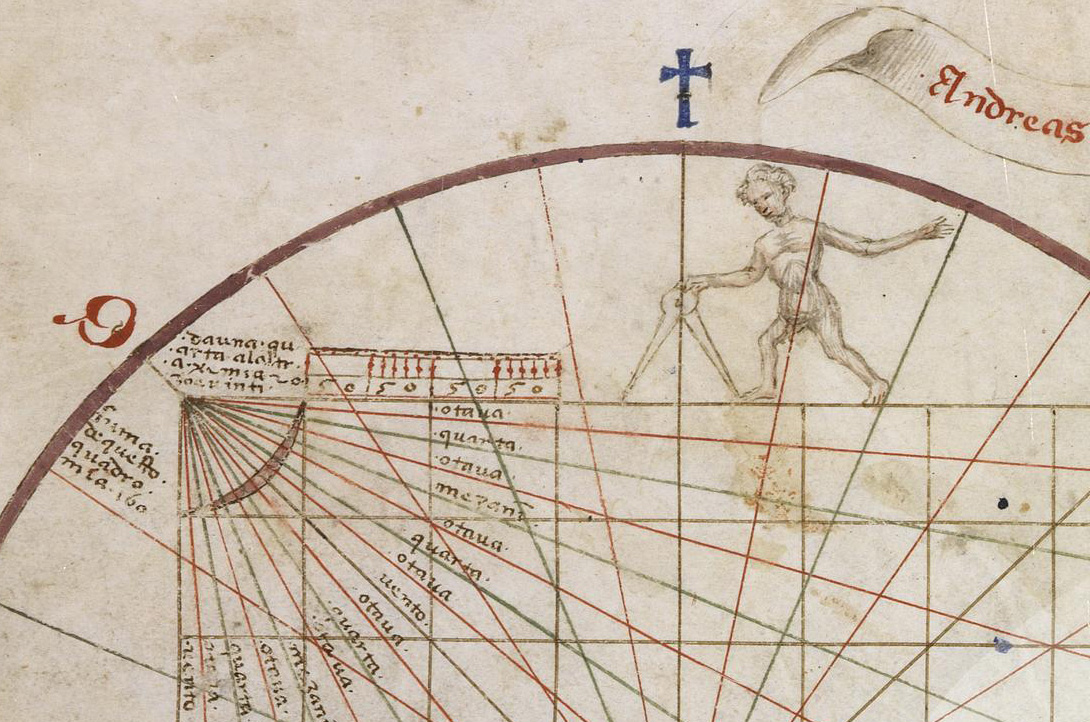
Fig.3. Detall de la figura “Tondo e quadro” segons Andrea Bianco. Vegeu la imatge d'un pilot amb un compàs de puntes o sestes. Vegeu també l'escala de milles

La tauleta de marteloio, o regla de marteloio, és una taula (ordenada en files i columnes) de xifres relacionades amb la navegació medieval. En el context de la navegació medieval (basada en la brúixola, la carta portolana, l'ampolleta nàutica i les sestes) era habitual situar la posició estimada del vaixell sobre la carta amb mitjans geomètrics, de forma gràfica. La tauleta de marteloio seria un instrument aritmètic per a “calcular” la posició del vaixell aplicant les matemàtiques.

## Ramon Llull
Molts dels estudis sobre la regla de marteloio exposen els escrits de Ramon Llull sobre navegació com a precursors del tema.

### Detalls
- 1285. Ramon Llull. Arbre de sciència.[9]
  - El tema de la navegació en Ramon Llull és particularment important. Entre les seves obres s'esmenta un tractat de navegació perdut: Ars navigandi.
  - En altres obres hi ha un parell de fragments que donen molta informació en poques paraules. En el més important, Llull defineix indirectament la navegació: saber la posició del vaixell mentre navega, en tot moment, amb referència a una geografia coneguda.

| « | La navegació naix i se deriva de la Geometria i de l'Aritmètica, perquè la nau que a un temps donat es troba en un lloc, en un altre temps se troba en un altre lloc diferent. | » |

| « | Lo mariner consira galera e nau e barca, e consira vela e arbre e nàuxer, e les altres coses qui a nau se pertanyen; e enaprés consira temps de navegar e•ls ports a los quals ha refugi, e la estela e la agulla e la caramida, e•ls vents, e les milles e les corses d'aquells, e les altres coses qui•s pertanyen a la sua art. | » |

| « | Quest. Ramon, los mariners còm mesuren les milles en la mar? – Sol. Los mariners consiren .iiij. vents generals, ço es saber, levant ponent mitjorn e tremuntana; e consiren altres .iiij. vents qui ixen dels primers, ço es saber, grec exaloc lebeg e maestre; e consiren lo centre del cercle en lo qual los vents fan angles e aprés consiren per lo vent de levant anant la nau luny .C. milles del centre, quantes milles ha tro al vent de exaloc, e doblen les milles tro a .CC. milles, e conexen quant son multiplicades les milles, que son .CC. del vent de levant tro al vent de exaloc, per moltiplicament de les milles qui son del terme centenar de levant tro al terme de exaloc; e d açò han instrument carta e compàs agulla e tremuntana. | » |

La versió original en llatí de la part final de la cita anterior (...Et ad hoc instrumentum habent chartam, compassum, acum, & stellam maris) ha estat interpretada per alguns com si Ramon Llull esmentés l'existència d'una regla (instrumentum = regla de marteloio) que havia vist aplicar, sense explicar-ne els detalls.

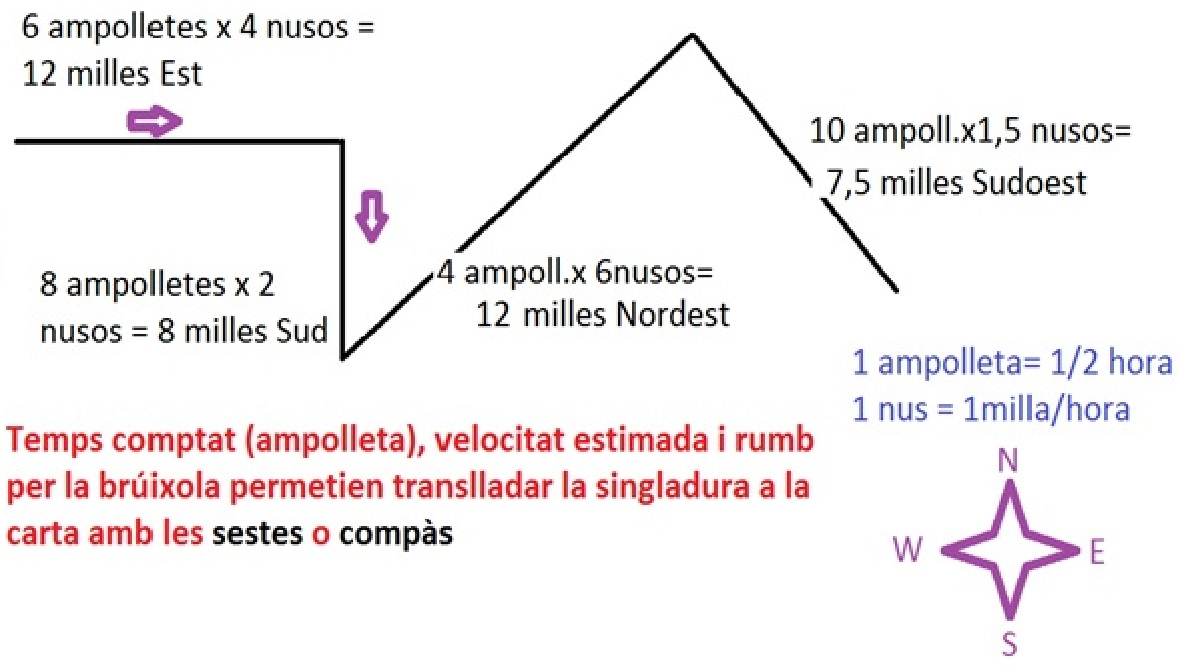
Croquis de la navegació medieval per estima (amb brúixola, ampolleta i compàs de puntes).

### Consideracions
Ramon Llull no va inventar la navegació medieval per estima. Però els seus fragments sobre el tema indiquen un coneixement profund de la qüestió. A més a més, apartant-se de l'objectiu fonamental de la navegació (situar sobre la carta la posició del vaixell), va plantejar el progrés del vaixell (“avanzar” segons la nomenclatura de la posterior “raxon de marteloio”) i el desviament (“alargar” del marteloio) de la ruta desitjada. Aquests valors (progrés i desviament) només tenen un valor teòric.
La posició del vaixell (i tots els valors teòrics complementaris) es podia situar gràficament amb les sestes i l'escala de la carta, sense necessitat de cap càlcul aritmètic ni de cap taula de marteloio (bàsicament una taula de cosinus i altres funcions trigonomètriques).

## Andrea Bianco

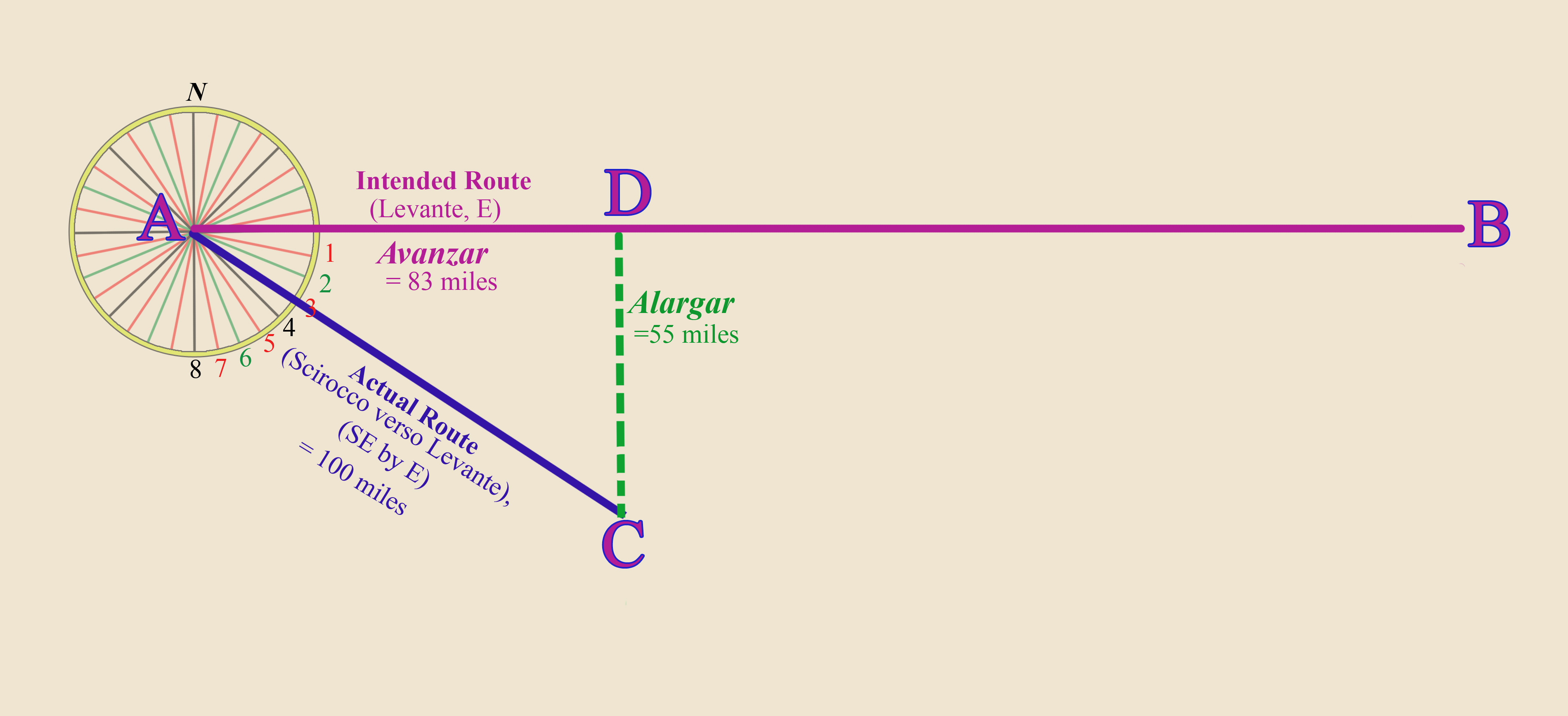
”Alargar” i “avanzar”. Andrea Bianco 1436.

Definició gràfica del sinus i el cosinus d'un angle.

Rosa dels vents amb 32 rumbs.

Andrea Bianco fou un capità i cartògraf venecià que va publicar un atles (Atlante nautico, 1436). En la primera pàgina hi ha la presentació d'una taula (figura 1) i d'un diagrama (figura 2) que resumeixen la teoria de la “toleta de marteloio” i la “raxon de marteloio”.
La transcripció de la taula de la figura 1 permet analitzar els conceptes, el seu valor numèric i el grau de precisió.
| Quarta | Alargar (Allargar) | Avanzar (Avançar) | Ritorno (Tornada)         | Avanzo di ritorno (Avenç de tornada) |
| ------ | ------------------ | ----------------- | ------------------------- | ------------------------------------ |
| 1      | 20                 | 98                | 51                        | 50                                   |
| 2      | 38                 | 92                | 26                        | 24                                   |
| 3      | 55                 | 83                | 18                        | 15                                   |
| 4      | 71                 | 71                | 14                        | 10                                   |
| 5      | 83                 | 55                | 12                        | 6 1⁄2                                |
| 6      | 92                 | 38                | 11                        | 4                                    |
| 7      | 98                 | 20                | 101⁄5                     | 2 1⁄5                                |
| 8      | 100                | 0                 | 10                        | 0                                    |
|        | Cada 100 milles    | Cada 100 milles   | Cada 10 milles d'allargar | Cada 10 milles d'allargar            |

La taula anterior es calcula de la manera següent:
- Alargar = 100 × sin (q × 11.15)
- Avanzar = 100 × cos (q × 11.15)
- Ritorno = 10 / sin (q × 11.15)
- Avanzo di ritorno = 10 / tan (q × 11.15)

El valor q' correspon al número de quartes d'un quadrant de 90 graus. La rosa dels vents té 360 graus. Dividida entre 32 rumbs, 32 vents o 32 quartes, cada quarta consta de 11,25 graus (11 graus 15 minuts). Els valors absoluts dels cosinus dels angles de les 32 quartes són 8. Per tant, amb una taula amb columnes de vuit valors (corresponents als 8 cosinus esmentats multiplicats per 100 milles) n'hi ha prou per a fer càlculs aritmètics dels problemes de navegació plantejats.

### Càlcul d'una bordada de 100 milles
- El resultat era directe.

### Càlcul d'una bordada de 65 milles o de 135 milles
- El càlcul aritmètic amb valors diferents de cent implicava aplicar una regla de tres, multiplicant i dividint.
  - progrés(“avanzar”) = (v*56)/100 ; progrés(“avanzar”) = (v*135)/100

Un cop calculada la posició del vaixell calia marcar-la sobre la carta (emprant les sestes i l'escala).

### Resolució gràfica
La resolució gràfica era més senzilla, més ràpida i més precisa. I, lògicament, la que s'emprava en la pràctica.

## Michele de Rodes
Michele de Rodes  (Michalli da Ruodo en venecià; Michael of Rhodes en anglès) fou un grec naturalitzat a Venècia que escrigué un tractat de navegació i construcció naval prop de 1440. En quatre pàgines de l'obra esmentada (47a, 47b, 48a i 48b) exposà la “toleta de marteloio” i la “raxon de marteloio”.

## Atles Cornaro (c.1489)

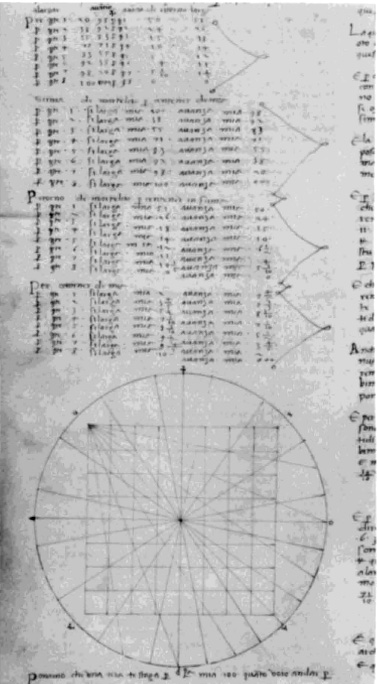
”Toleta de marteloio” i “tondo e quadro”. Pàgina 47 de l'Atles Cornaro.

L'Atles Cornaro és un manuscrit venecià de 80 pàgines que consta de molts mapes i altres documents. S'estima que data del voltant de 1489. A la pàgina 47 hi ha un capítol sobre la regla del marteloio: “La raxon del marteloio”.